# Tricholoba magnifica
Tricholoba magnifica är en fjärilsart som beskrevs av Pierre E.L. Viette 1955. Tricholoba magnifica ingår i släktet Tricholoba och familjen tandspinnare. Inga underarter finns listade i Catalogue of Life.